# سجن الجويدة
سجن الجويدة هو أحد السجون الأردنية، يقع شرق العاصمة عمان في منطقة الجويدة. شهد أعمال شغب في مارس/ آذار 2006.